# 吉特里
吉特里（法語：Guitry，法語發音：[ɡitʁi]）是法国厄尔省的一个旧市镇，位于该省东部，属于莱桑德利区。2016年1月1日，吉特里和相邻的另外13个市镇合并为新市镇埃普特河畔韦克桑（Vexin-sur-Epte）。

## 地理
吉特里（49°12'58"N, 1°32'53"E）面积8.13 平方千米，位于法国诺曼底大区厄尔省，该省份为法国北部内陆省份，北起滨海塞纳省，西接奧恩省和卡爾瓦多斯省，南至厄尔-卢瓦省，东临瓦兹省、瓦兹河谷省和伊夫林省。
与吉特里接壤的市镇（或旧市镇、城区）包括：康捷、韦克桑地区丰特奈、福雷拉福利、穆夫莱讷。

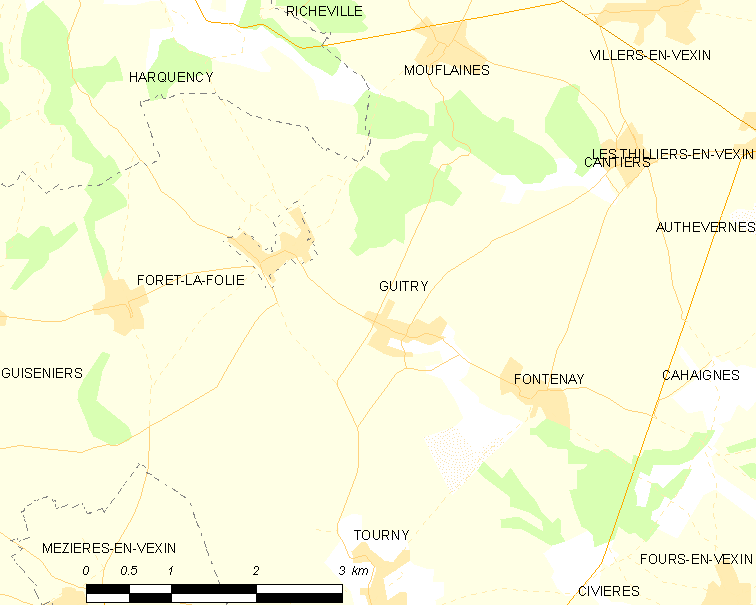
吉特里的OSM定位图

吉特里的时区为UTC+01:00、UTC+02:00（夏令时）。

## 行政
吉特里的邮政编码为27510，INSEE市镇编码为27308。

## 政治
吉特里所属的省级选区为莱桑德利县。

## 人口

1962-2008年间吉特里人口变化图示

吉特里于2018年1月1日时的人口数量为257人。